# قشرة الأرومة الغاذية الخلوية

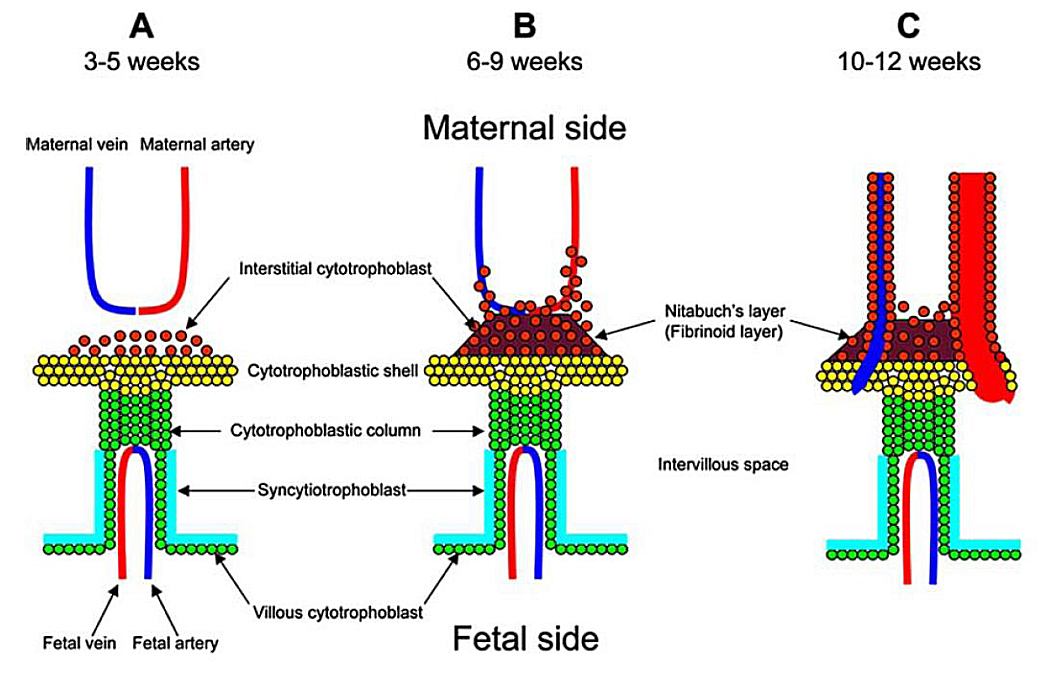

قشرة الأرومة الغاذية الخلوية هي الطبقة الخارجية من الأرومة الغاذية الخلوية للجنين الحي والتي توجد على سطح المشيمة من ناحية جسم الأم، تعمل «قشرة الأرومة الغاذية الخلوية» على تثبيت المشيمة مع بطانة الرحم المعروفة باسم الساقط القاعدي، حيث تسمح الفجوات الموجودة في هذه القشرة للشرايين والأوردة المتفرعة من بطانة الرحم بالوصول إلى الحيز بين الزغابات (وهو الحيز الممتلئ بدم الأم، والذي يحيط بزغابات المشيمة الأنثوية).

## التكوين
يخترق غطاء الأرومة الغاذية الخلوية الأرومة الغاذية المخلوية للجنين وصولاً إلى الغشاء الساقط عند الأم مما يؤدي إلى تشكيل زغابة الإرساء،. بعد ذلك تمتد طبقة الأرومة الغاذية الخلوية وتتصل بطبقات الأرومة الغاذية الخلوية لزغابات الإرساء المجاورة، مما يؤدي إلى خلق طبقةٍ متواصلة تُسمّى قشرة الأرومة الغاذية الخلوية، وتسمى هياكل الأرومة الغاذية الخلوية لزغابات الإرساء الممتدة بأعمدة الأرومة الغاذية الخلوية، وفور اكتمال التكوين، فإن طبقة الأرومة الغاذية الخلوية الناتجة عن زغابة الإرساء تختفي تاركةً وراءها نواة خلايا الأديم المتوسط محاطةً بخلايا الغاذية المخلوية.